# Rybíz alpínský
Rybíz alpínský (Ribes alpinum), též meruzalka alpínská, je opadavý listnatý keř, jehož plody jsou malé bobule červené barvy s nevýraznou chutí. Patři do čeledi meruzalkovité. Bobule vyrůstají na větvičkách v plodenstvích, malých hroznech. Odborné synonymum názvu je Ribes lucidum.

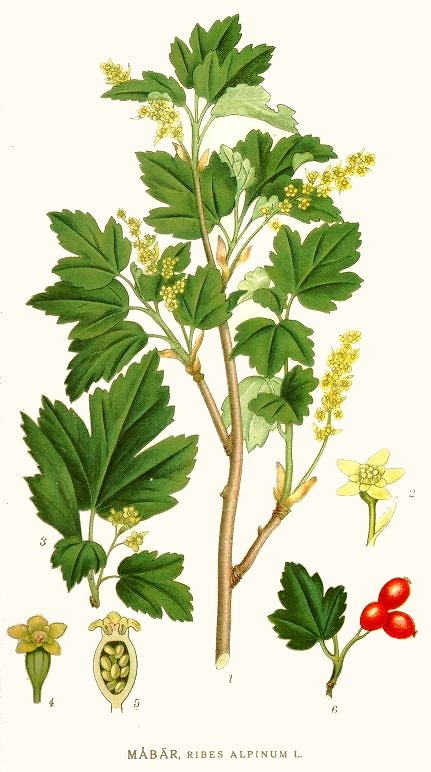
Popisný obrázek

## Rozšíření
Druh pochází ze střední a severní Evropy od Finska a Norska na jih až k Alpám a Pyrenejím. Vyskytuje se ve vysokých nadmořských výškách. Druh je vzácný v západní Evropě, ve Velké Británii se vyskytuje na malém počtu lokalit v severní Anglii a Walesu

## Popis
Dorůstá běžně 1 až 2m. Má pětilaločné listy spirálovitě uspořádané na stopkách, jsou střídavé, zašpičatělé, zubaté, okrouhlé a na okraji pýřité. Kůra rybízu je černošedá. Je dvoudomý. Květy jsou nenápadné žluto-zelené, velké 4-9mm, kvete v krátkých hroznech. Kvete od dubna do května. Zralé bobule jsou kulovité, lysé, zpravidla 0,5 cm v průměru, červené a nevýrazné chuti. Větve nemají trny. Semena klíčí snadno.